# Дом под иконой
 Памятник культуры Малопольского воеводства: регистрационный номер А-140.

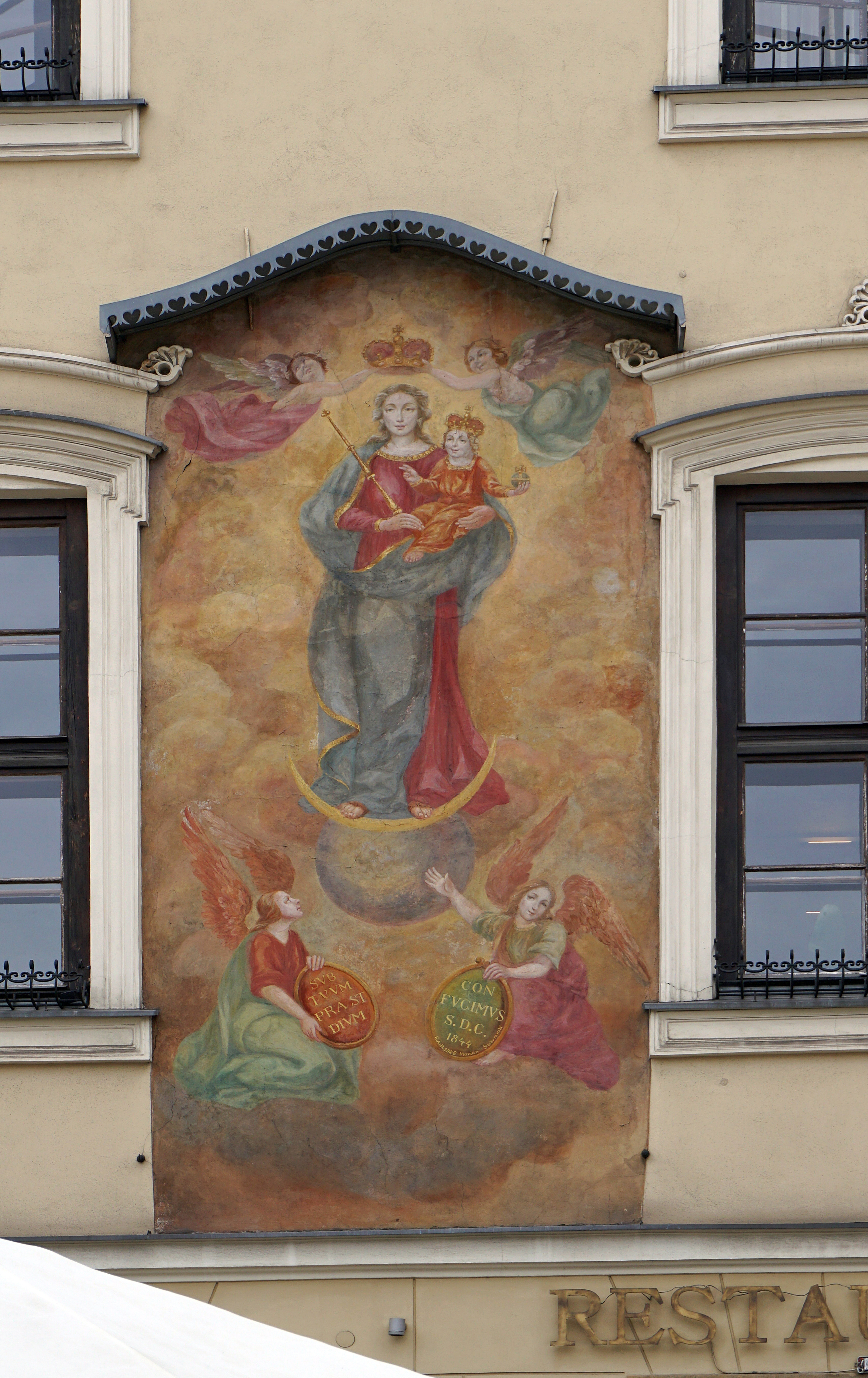
Икона Девы Марии на фасаде здания

Дом под иконой (пол. Kamienica Pod Obrazem) — название дома № 19 на краковском Главном рынке, Польша. Памятник культуры Малопольского воеводства. В прошлом назывался как «Дом под синим львом».
Название дома произошло от иконы Девы Марии, которая была установлена на фасаде здания в 1718 году.
Дом был построен в XIII веке. На протяжении последующих веков дом многократно перестраивался. Первая реконструкция дома происходила с 1580 по 1595 год. На рубеже XVI и XVII веков дом принадлежал выходцам из Милана роду Челлари. В 1633 году дом был снова перестроен. Во время великого пожара 1850 года здание почти не пострадало. В XIX веке дом купил Ян Вентцл, который открыл в нём ресторан. Последняя реконструкция здания происходила с 1901 по 1904 год.
После Второй мировой войны дом был национализирован и в нём находился государственный ресторан под названием «Ресторан под иконой». Это ресторан в 70-е годы XX столетия был закрыт. В настоящее время в здании работает частный ресторан под этим же названием и гостиница под названием «Отель Вентцла» с 18 номерами.
В 1947 году здание было внесено в реестр памятников культуры Малопольского воеводства (№ А-140).